# Armorial de la noblesse portugaise
- il comporte peu ou pas de sources.
- certaines figures sont encore dans un format bitmap et doivent être vectorisées.
- certaines figures ne sont pas accompagnées de leur blasonnement.

## Blasons des membres de la famille royale de Portugal

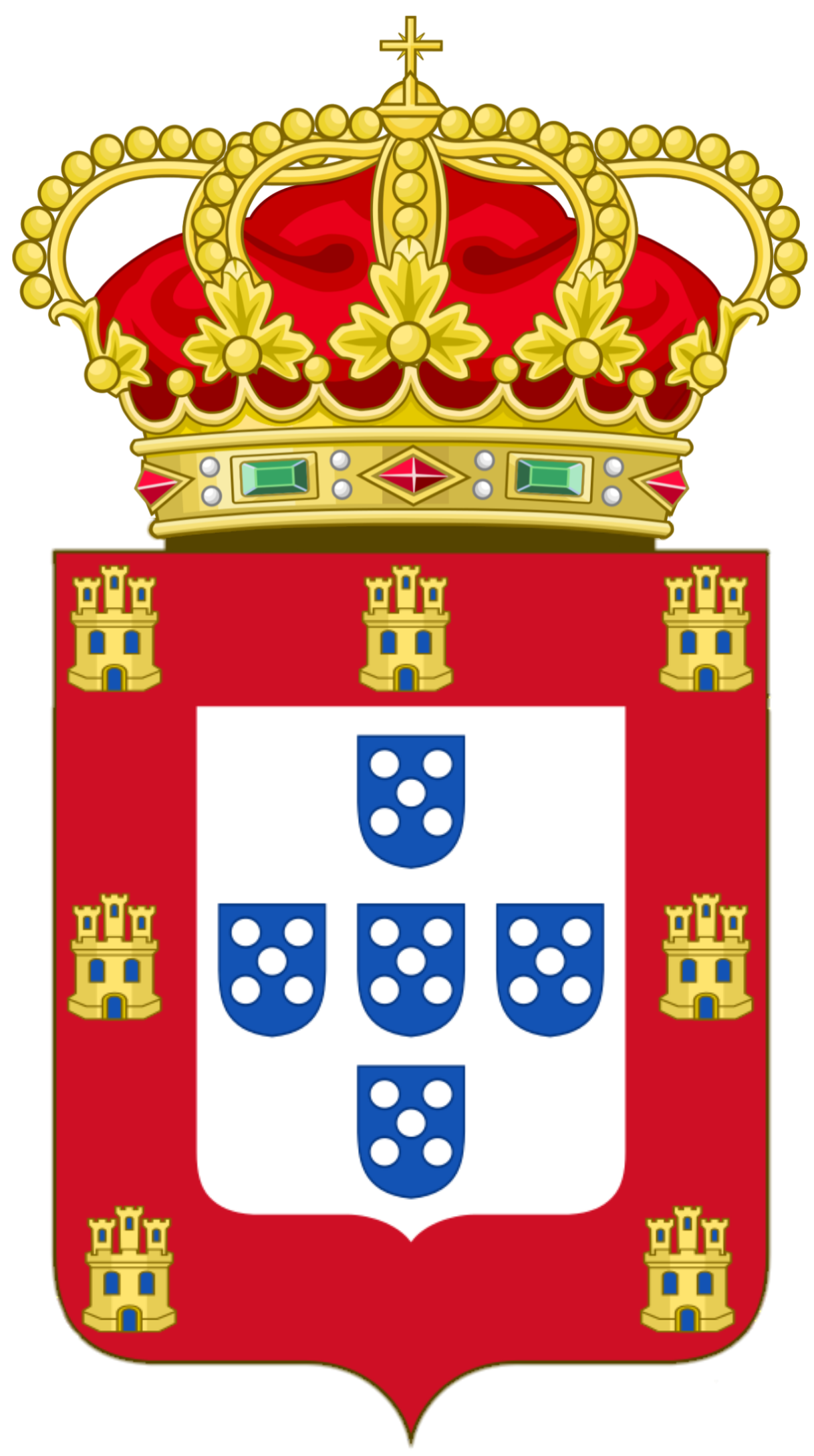
Roi de Portugal
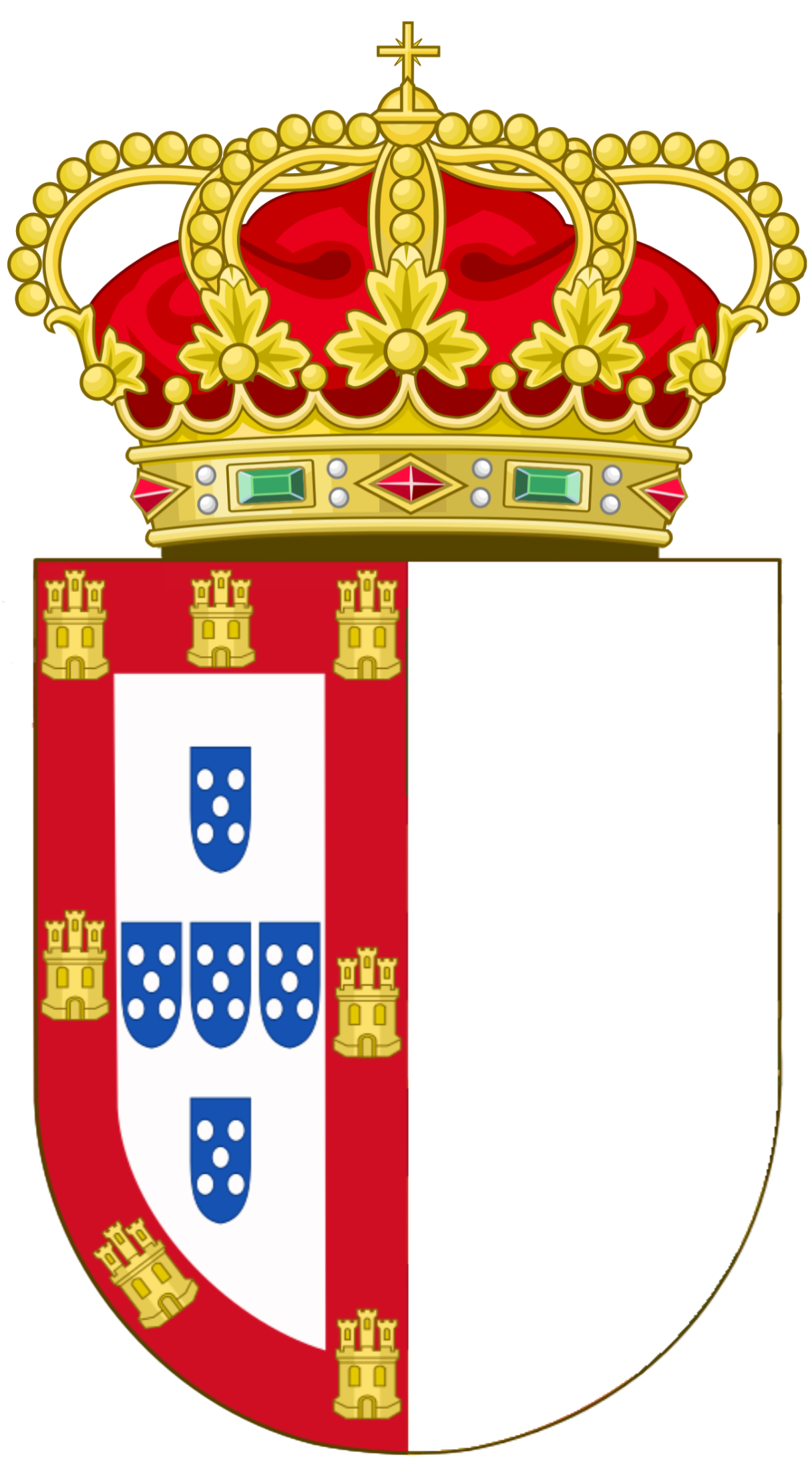
Reine de Portugal
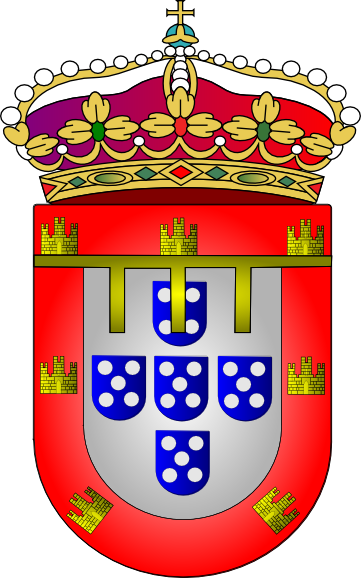
Prince royal de Portugal
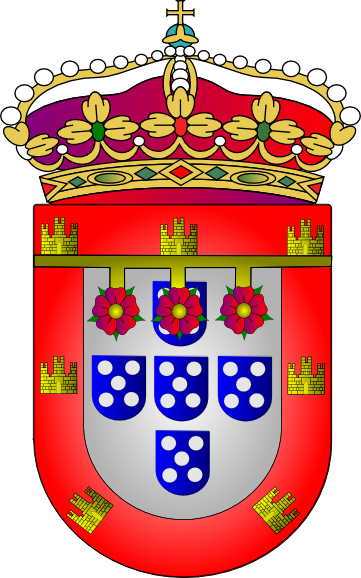
Prince de Beira
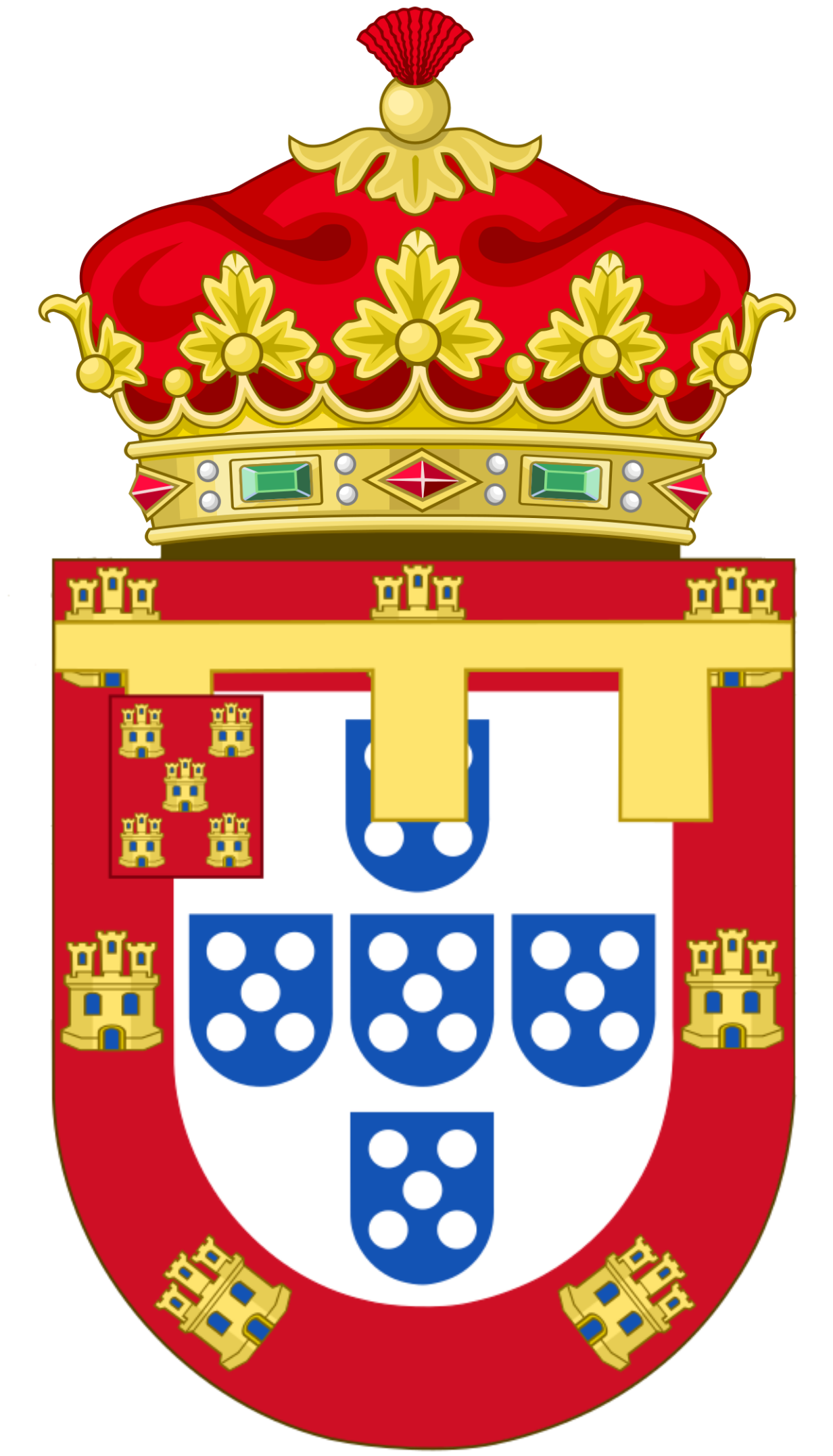
Première Infante de Portugal
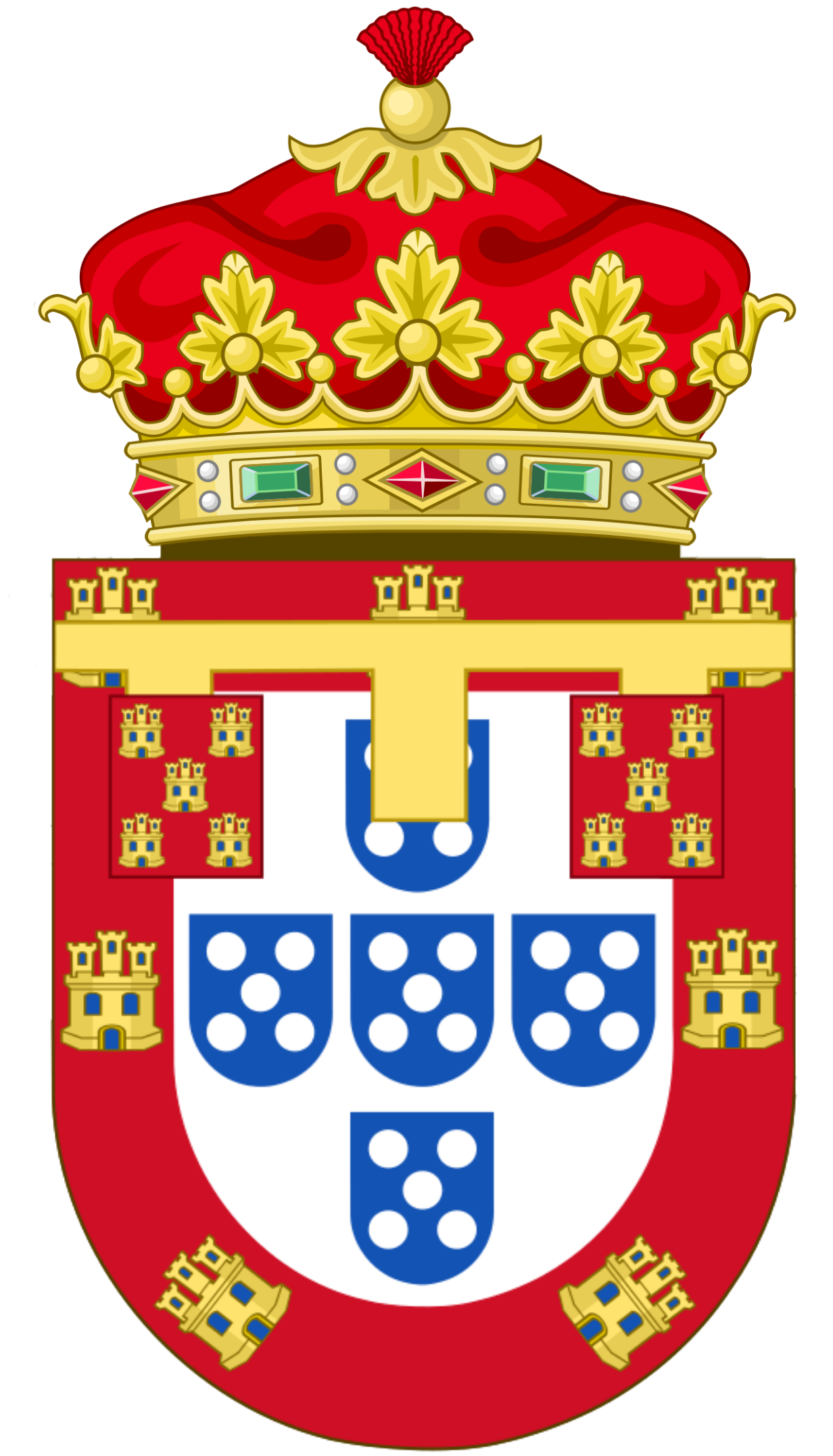
Seconde Infante de Portugal
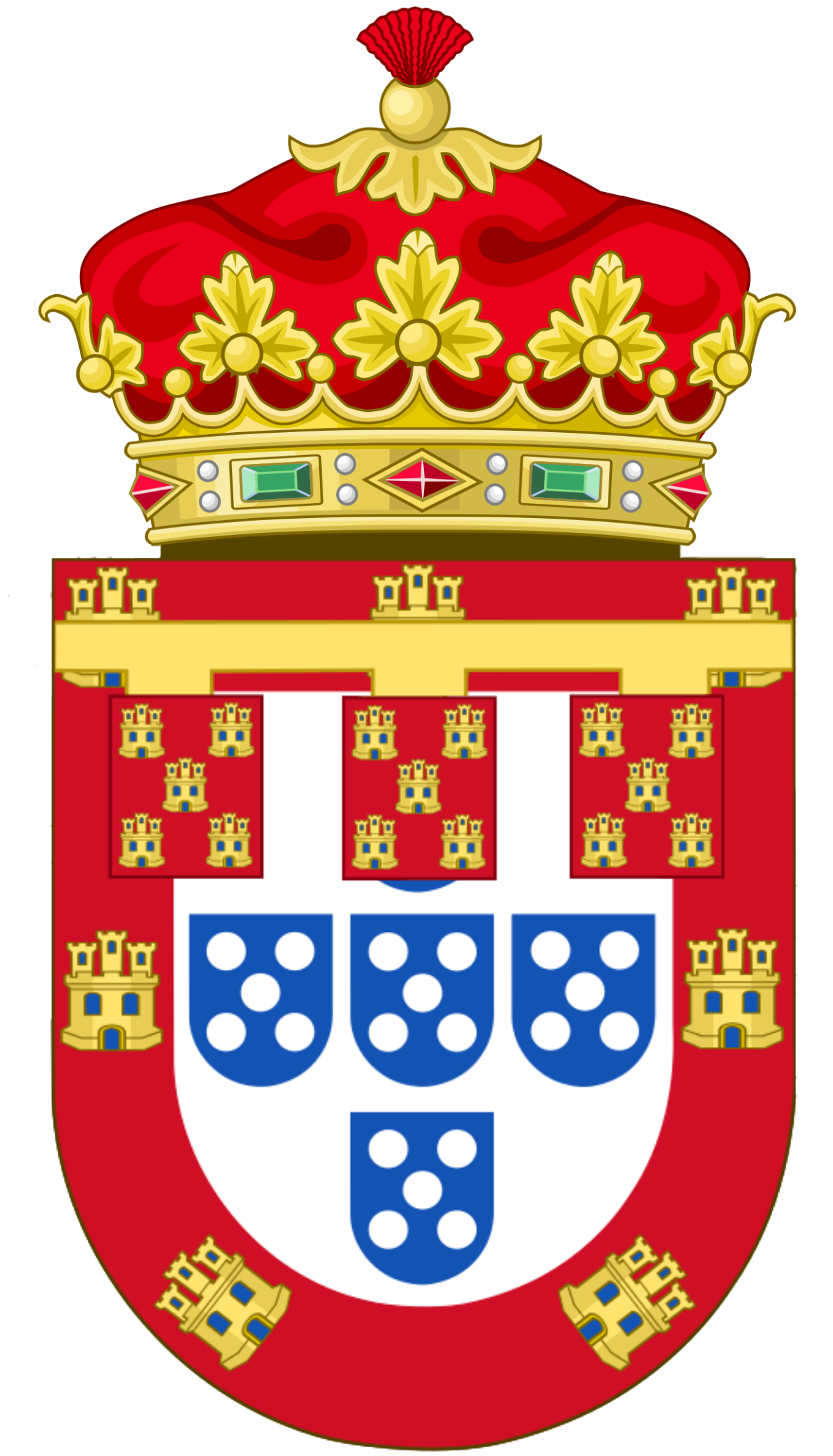
Autres Infantes de Portugal
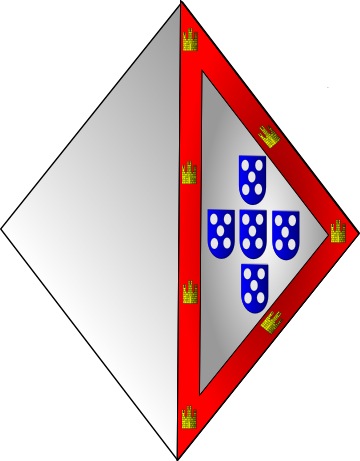
Infantas de Portugal

## Blasons des ducs de Portugal

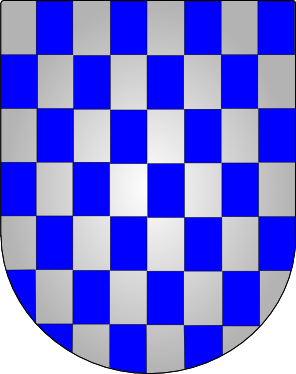
Duc de Abrantes
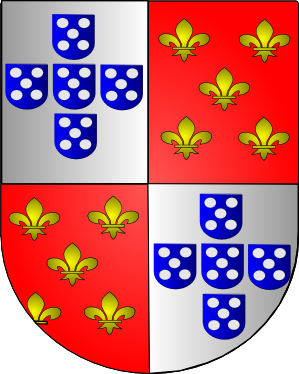
Duc de Albuquerque
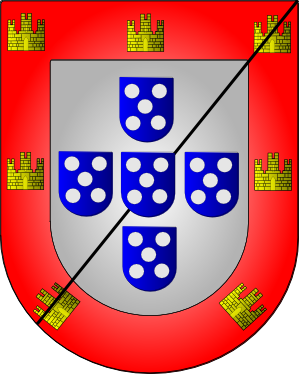
Duc d'Aveiro et Duc de Torres Novas
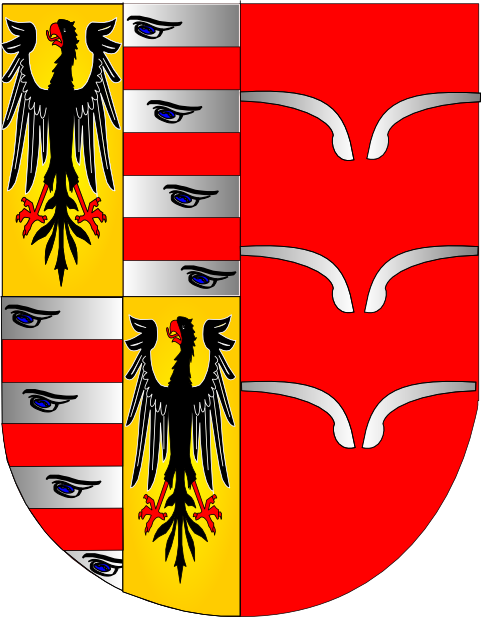
Duc d'Ávila et Bolama
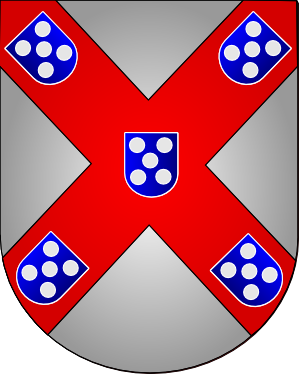
Duc de Bragance, Duc de Barcelos et Duc de Guimarães
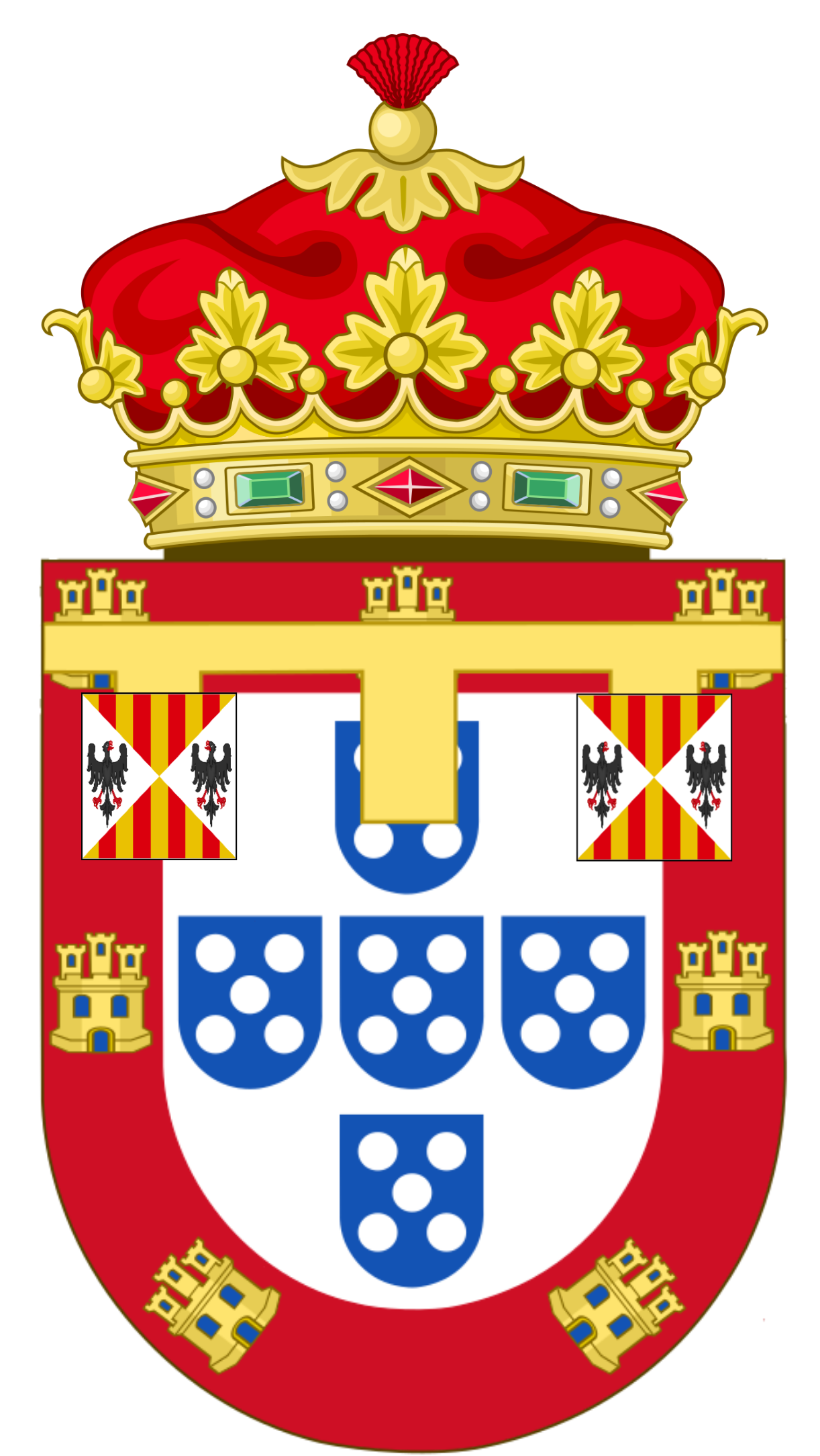
Duc de Beja
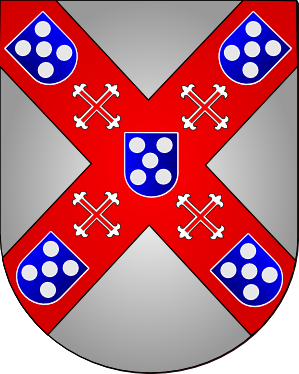
Duc de Cadaval
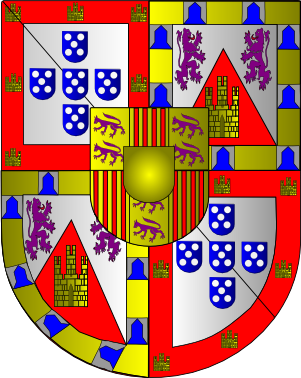
Duc de Caminha et Duc de Vila Real
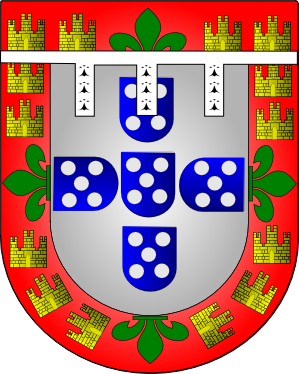
Duc de Coimbra
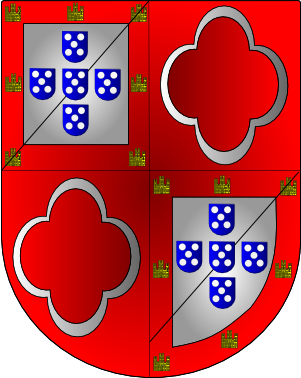
Duc de Faial et Duc de Palmela
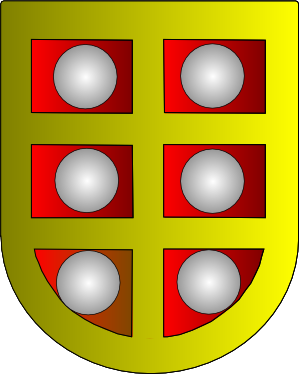
Duc de Ficalho
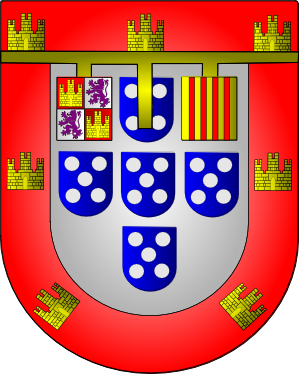
Duc de Guarda et Trancoso
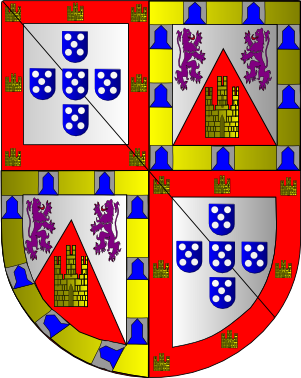
Duc de Linhares
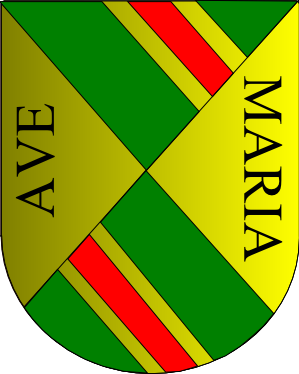
Duc de Loulé
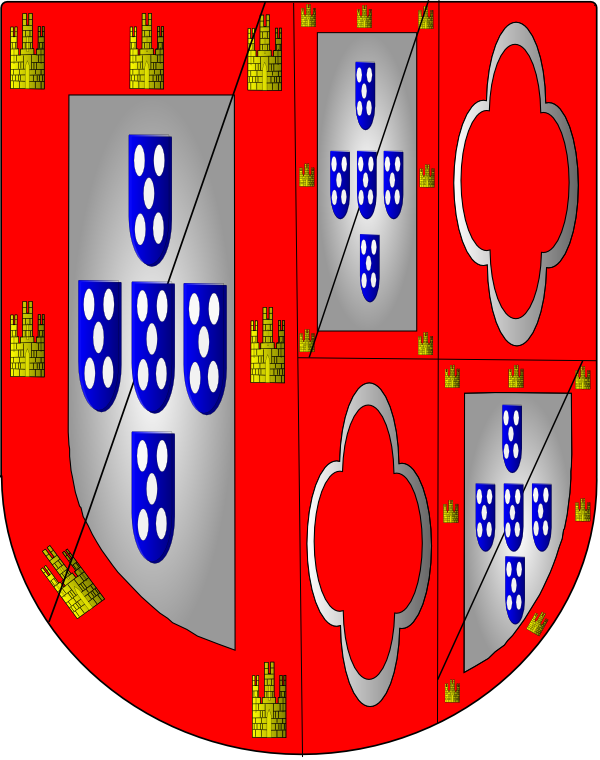
Duc de Miranda do Corvo et Duc de Lafões
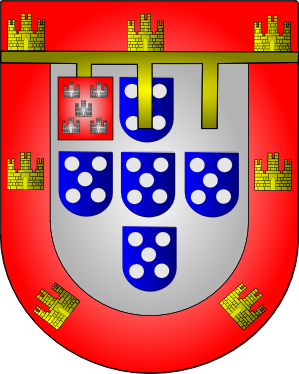
Duc de Porto
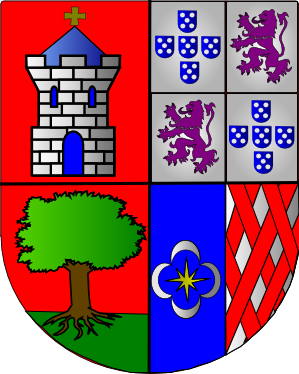
Duc de Saldanha
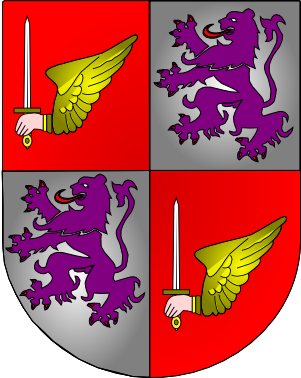
Duc de Tancos
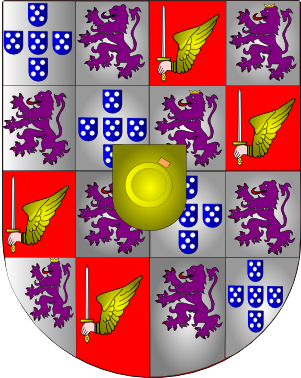
Duc de Terceira
Duc de Viseu
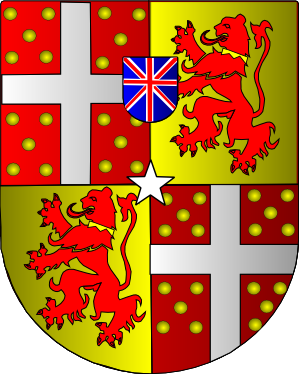
Duc de Vitória

## Quelques blasons des Marquis de Portugal

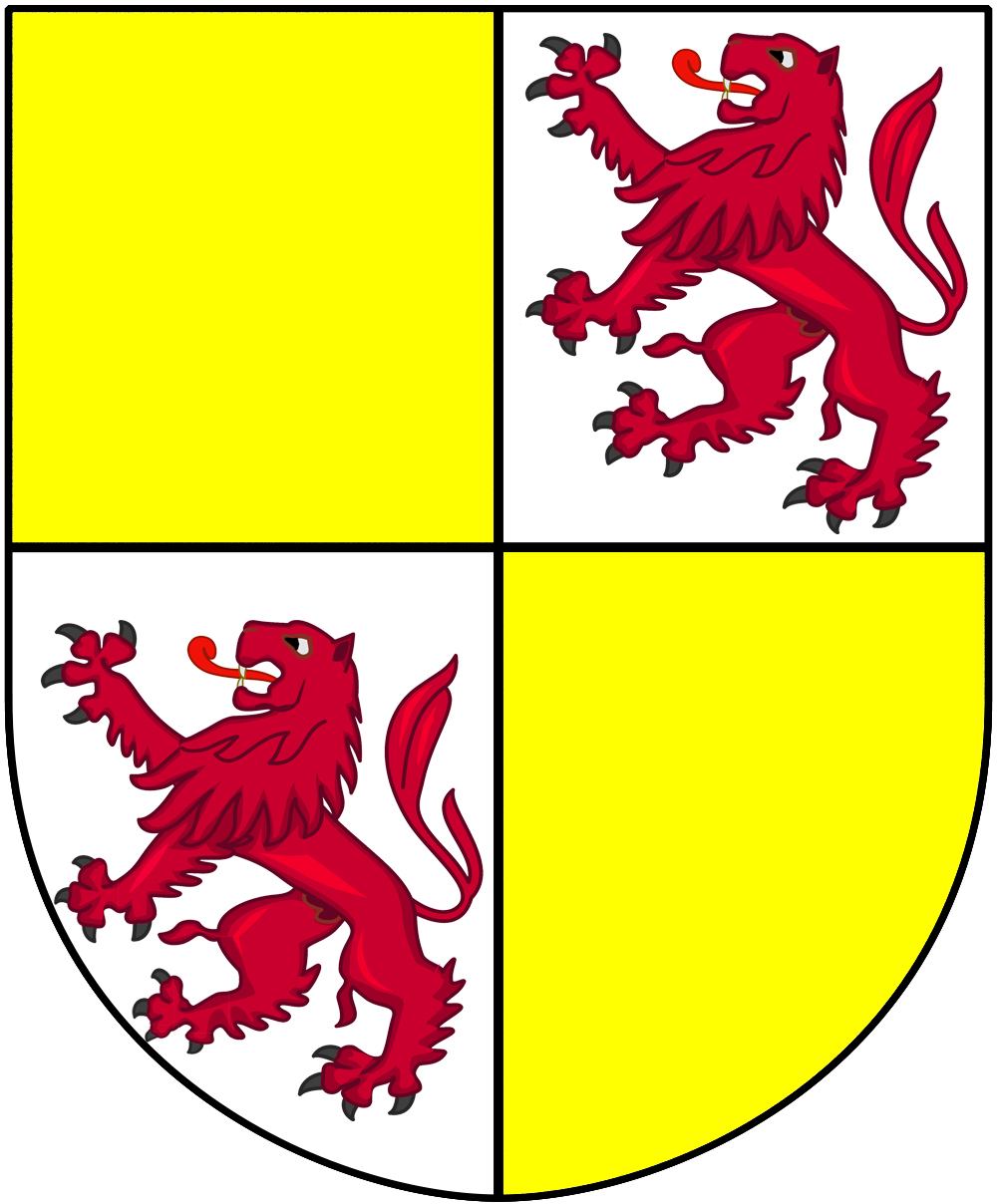
Marquis d'Alegrete
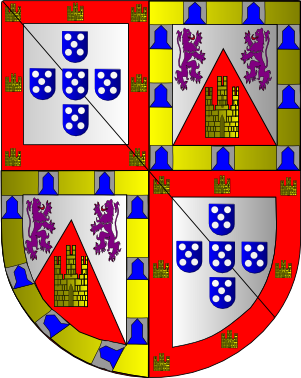
Marquis d'Angeja
Marquis de Gouveia
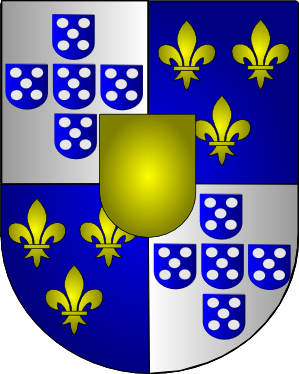
Marquis de Marialva
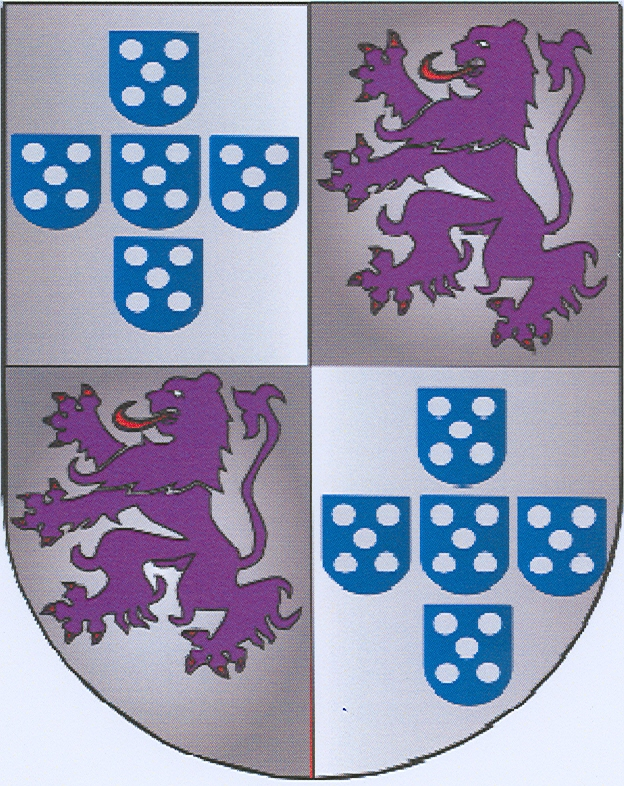
Marquis de Minas
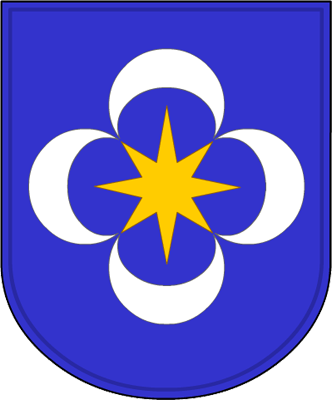
Marquis de Pombal
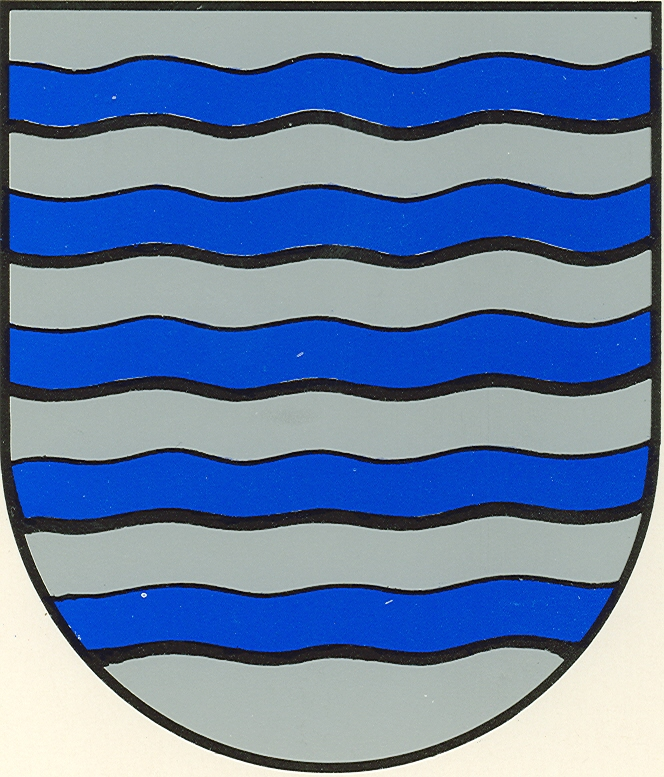
Marquis de Tavora
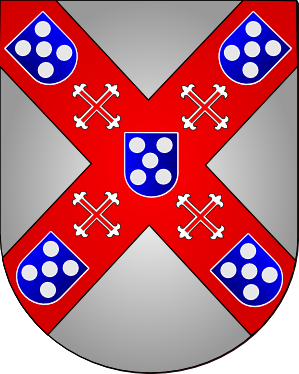
Marquis de Valença

## Quelques blasons des Comtes de Portugal

Comtes d'Abrantes
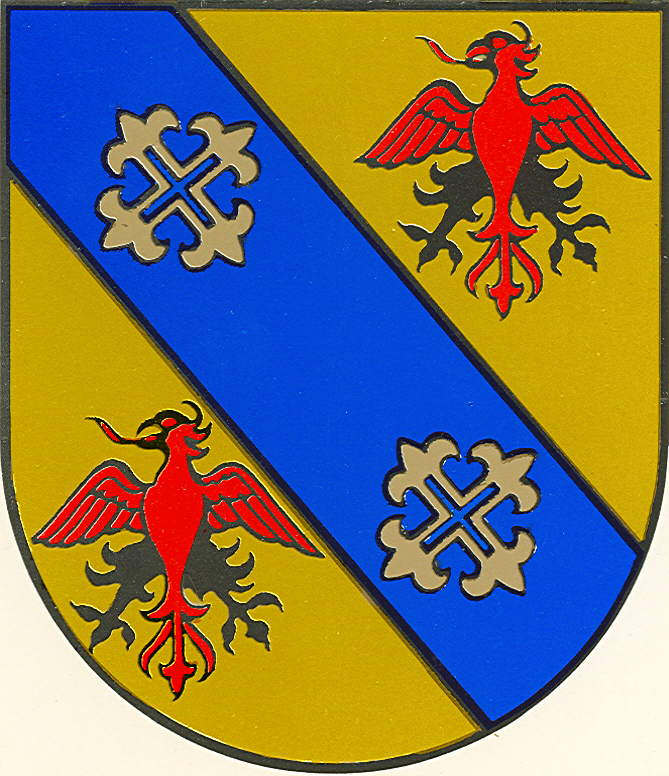
Comtes d'Almada
Comtes d'Assumar
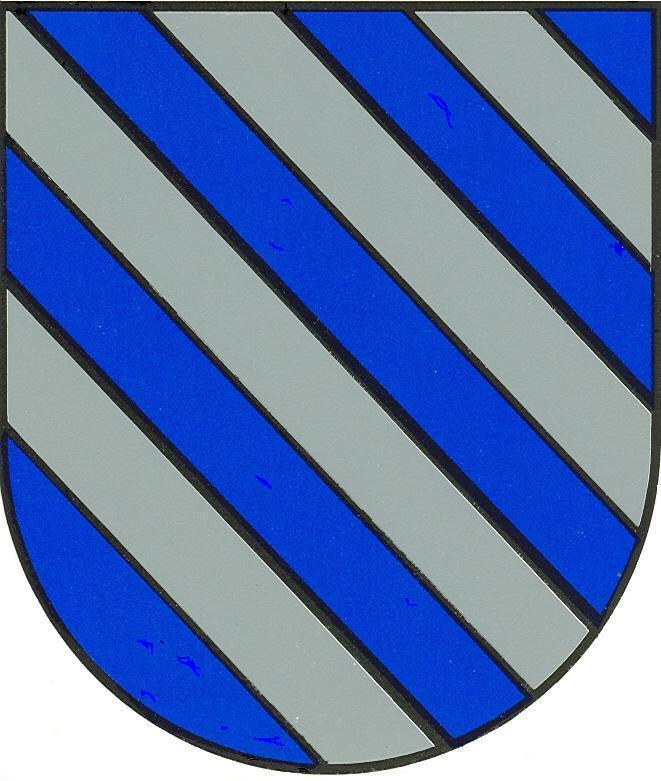
Comtes d'Atouguia
Comtes de Basto
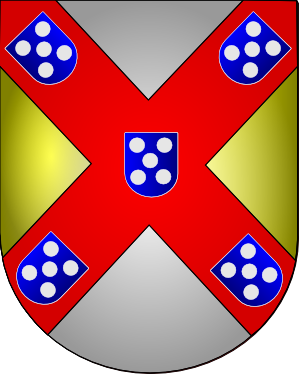
Comtes de Faro
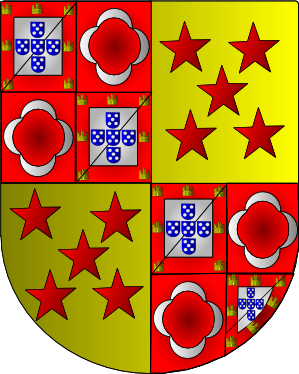
Comtes de Linhares
Comtes de Marialva
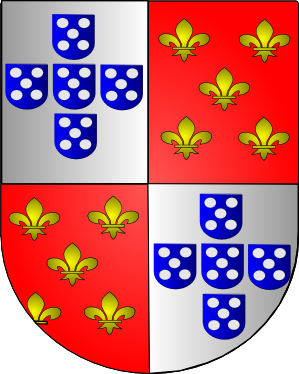
Comtes de Mesquitela
Comtes de Monsanto
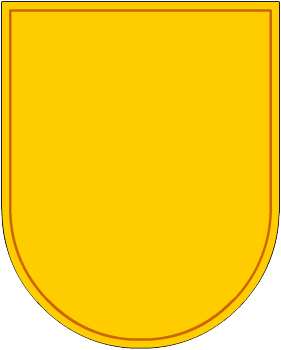
Comtes de Neiva
Comtes de Ourém
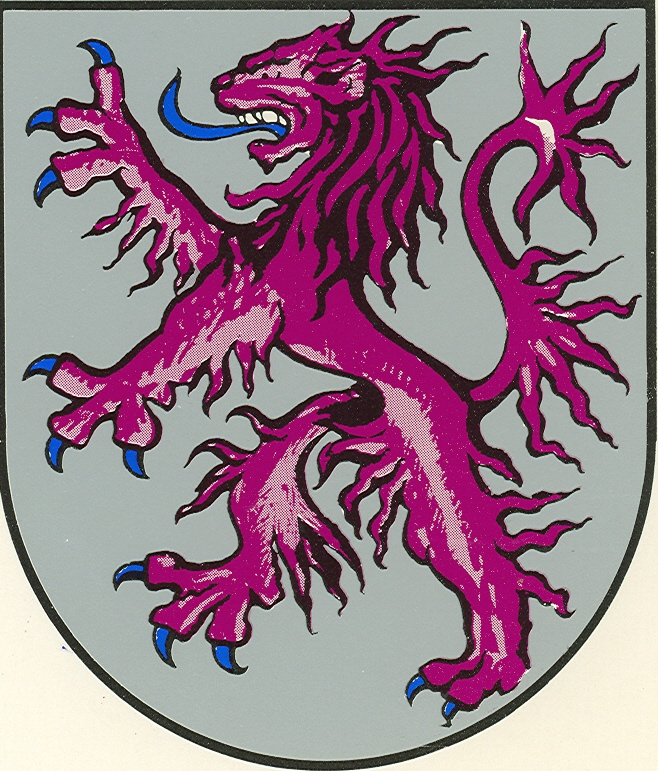
Comtes de Portalegre
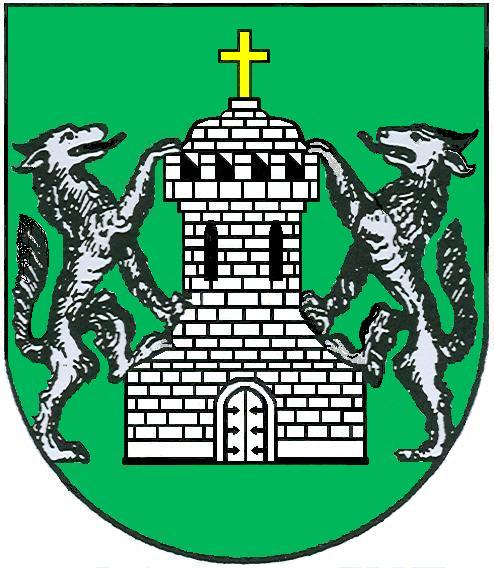
Comtes de Ribeira Grande
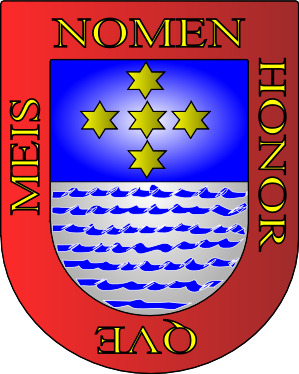
Comtes de Sobral
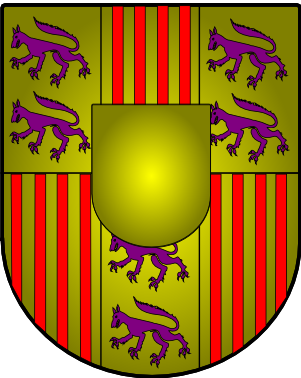
Comtes de Tarouca
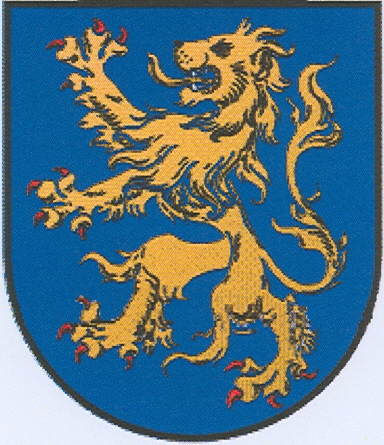
Comtes de Vila Nova de Portimão

## Quelques blasons des vicomtes, barons et seigneurs du Portugal

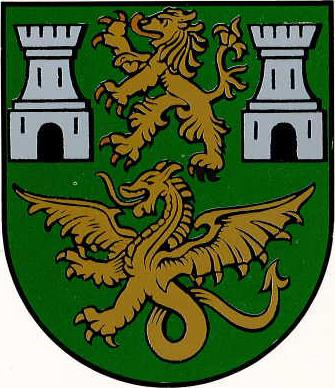
Vicomtes d'Alvor
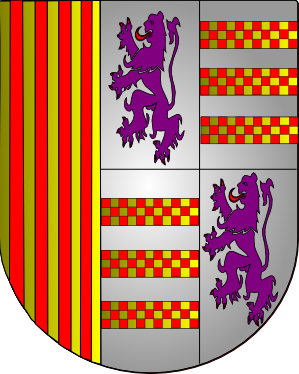
Vicomtes de Vila Nova de Cerveira
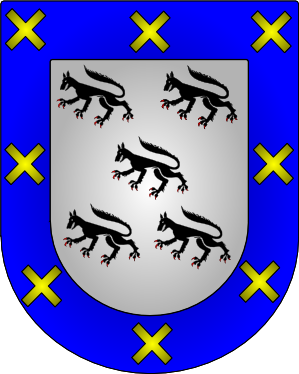
Barons d'Alvito
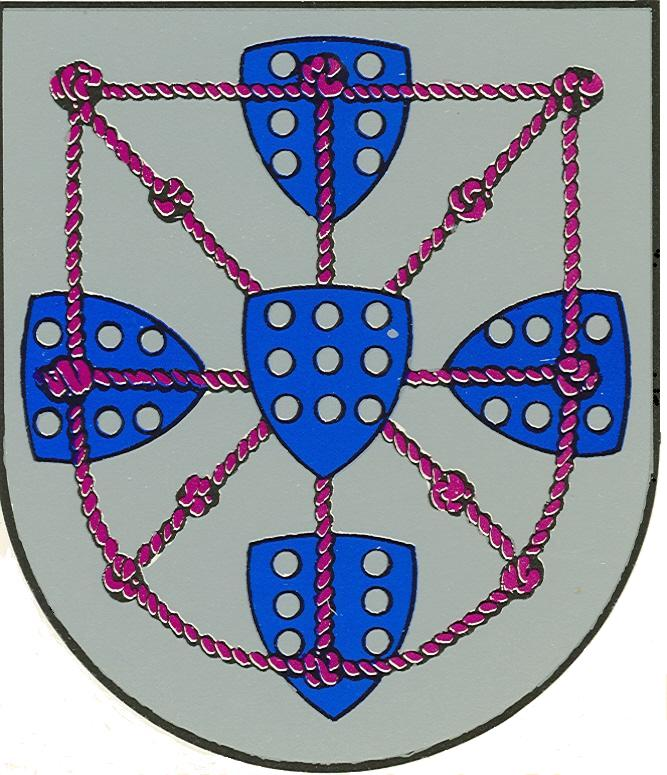
Seigneurs d'Eça
Famille Lencastre e Távora